# ChaO
Pour plus de détails, voir Fiche technique et Distribution.
ChaO est un film d'animation japonais réalisé par Yasuhiro Aoki et sorti en 2025,.

## Fiche technique
Sauf indication contraire, les informations mentionnées dans cette section peuvent être confirmées par les bases de données cinématographiques IMDb et Allociné,  présentes dans la section « Liens externes ».
- Titre original : ChaO
- Réalisation : Yasuhiro Aoki
- Scénario :
- Musique : Takatsugu Muramatsu
- Décors :
- Animation : Hirozaku Kojima
- Photographie :
- Son : Kouji Kasamatsu
- Montage : Eiko Tanaka
- Production : Studio 4°C
- Société de distribution : Eurozoom
- Budget :
- Pays de production :  Japon
- Langue originale : japonais
- Format :
- Genre : Animation
- Durée : 90 minutes
- Dates de sortie :
  - Japon : 15 août 2025
  - France : 9 juin 2025 (Annecy)

## Distribution
- Kenta Miyake : roi Néptune
- Taro Nikuguso : ambassadeur Omede
- Kavka Shishido : Maibei
- Oji Suzuka : Stefan
- Anna Tsuchiya : l'éditrice en chef
- Yūichirō Umehara : Roberta
- Anna Yamada : ChaO
- Ryōta Yamasato : président Shi
- Shunsei Ōta : Juno

## Distinction
- Festival international du film d'animation d'Annecy 2025 : Prix du jury pour un long métrage